# Pekińczyki (podrodzina)
Pekińczyki (Leiotrichinae) – podrodzina ptaków z rodziny pekińczyków (Leiotrichidae). 

## Zasięg występowania
Podrodzina obejmuje gatunki występujące w Afryce i Azji.

## Systematyka
Do podrodziny należą następujące rodzaje:

- Grammatoptila Reichenbach, 1850 – jedynym przedstawicielem jest Grammatoptila striata (Vigors, 1831) – górosójkowiec
- Laniellus Swainson, 1832
- Cutia Hodgson, 1837
- Argya Lesson, 1831
- Acanthoptila Blyth, 1855 – jedynym przedstawicielem jest Acanthoptila nipalensis (Hodgson, 1836) – nepalotymal
- Phyllanthus Lesson, 1844
- Turdoides Cretzschmar, 1826
- Garrulax Lesson, 1831
- Ianthocincla Gould, 1835
- Pterorhinus Swinhoe, 1868
- Trochalopteron Blyth, 1843
- Montecincla Robin, Vishnudas, Gupta, Rheindt, Hooper, Ramakrishnan & Reddy, 2017
- Heterophasia Blyth, 1842
- Leiothrix Swainson, 1832
- Leioptila Blyth, 1847 – jedynym przedstawicielem jest Leioptila annectens Blyth, 1847 – kolorzyk rdzawogrzbiety
- Minla Hodgson, 1837 – jedynym przedstawicielem jest Minla ignotincta Hodgson, 1837 – kolorzyk rdzawosterny
- Liocichla Swinhoe, 1877
- Sibia Hodgson, 1836
- Siva Hodgson, 1837 – jedynym przedstawicielem jest Siva cyanouroptera Hodgson, 1837 – prążkopiór modroskrzydły
- Chrysominla Wolters, 1980 – jedynym przedstawicielem jest Chrysominla strigula (Hodgson, 1837) – prążkopiór rudogłowy
- Actinodura Gould, 1836